# Lipaphis sisymbrii
Lipaphis sisymbrii är en insektsart. Lipaphis sisymbrii ingår i släktet Lipaphis och familjen långrörsbladlöss. Inga underarter finns listade i Catalogue of Life.